# Agnes Tirop

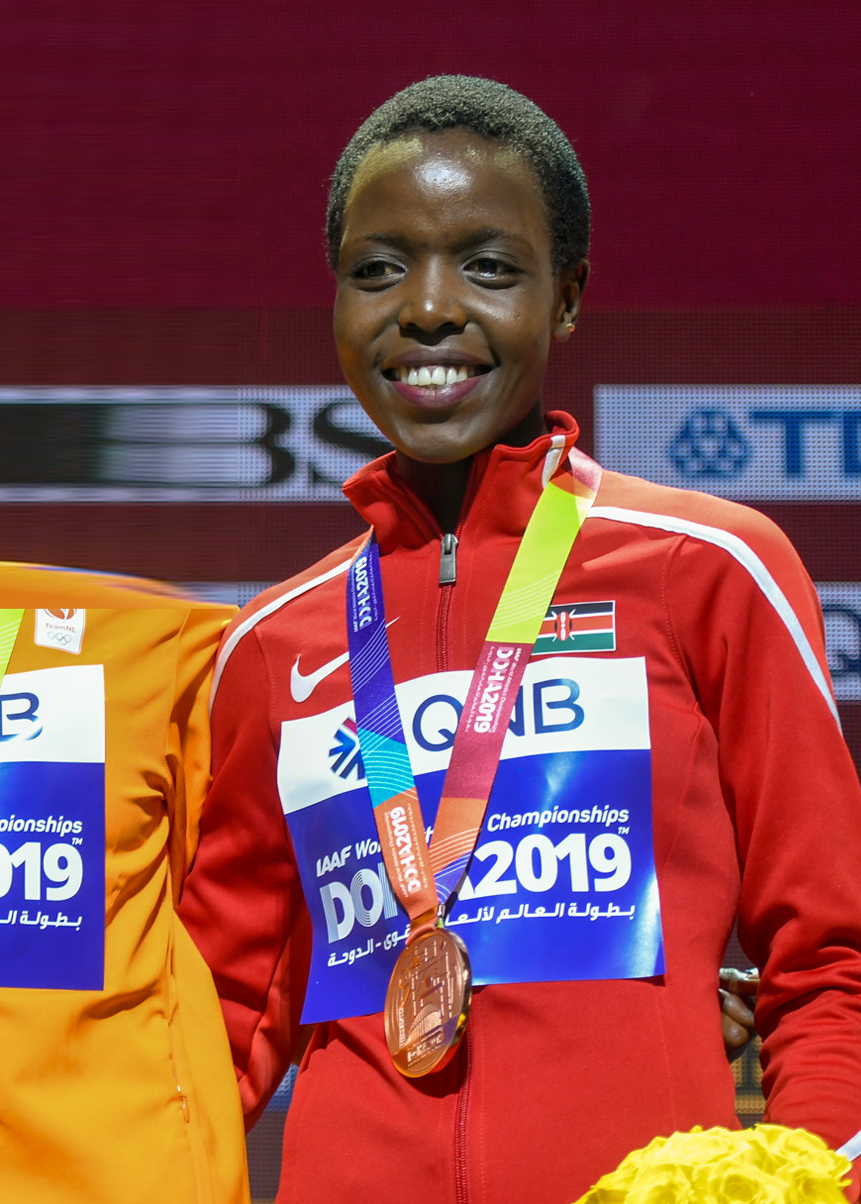
Agnes Tirop in 2019

Agnes Jebet Tirop (Uasin Gishu, 23 oktober 1995 – Iten, 13 oktober 2021) was een Keniaanse langeafstandsloopster.

## Biografie
In 2012 won Tirop de bronzen medaille op de 5000 m op de wereldkampioenschappen voor junioren in Barcelona. Deze prestatie evenaarde ze op de WK voor junioren in 2014 in Eugene.
Tirop won in 2015 bij de wereldkampioenschappen veldlopen de titel bij de vrouwen. Ze won op de WK van 2017 en die van 2019 de bronzen medaille op de 10.000 m. In 2018 won Tirop de Ladies Run over 10 km in Tilburg.
Op de Olympische Spelen 2020 greep Tirop net naast een medaille op de 5000 m. Enkele weken erna liep ze op 12 september 2021 bij wegwedstrijden in de Duitse stad Herzogenaurach een wereldrecord op de 10 km. Met een tijd van 30.01 verbeterde Tirop met 28 seconden het record, dat sinds 2002 op naam stond van de Marokkaanse Asmae Leghzaoui.

### Overlijden
Tirop werd op 13 oktober 2021 dood aangetroffen in haar appartement in Iten met meerdere steekwonden in haar buik en hals. Haar man wordt als verdachte beschouwd en is gearresteerd.

## Titels
- Wereldkampioene veldlopen - 2015

## Persoonlijke records
Baan
| Onderdeel      | Prestatie | Datum             | Plaats     |
| -------------- | --------- | ----------------- | ---------- |
| 1500 m         | 4.12,68   | 11 juni 2013      | Bellinzona |
| 2000 m         | 5.48,65   | 31 augustus 2013  | Amsterdam  |
| 3000 m         | 8.22,92   | 25 september 2020 | Doha       |
| 5000 m         | 14.20,68  | 21 juli 2019      | Londen     |
| 10.000 m       | 30.25,20  | 28 september 2019 | Doha       |
| 3000 m steeple | 10.27,4   | 14 juni 2012      | Nairobi    |

Weg
| Onderdeel | Prestatie                    | Datum             | Plaats         |
| --------- | ---------------------------- | ----------------- | -------------- |
| 5 km      | 15.30                        | 31 december 2017  | Bolzano        |
| 10 km     | 30.01 (ex-WR vrouwenwedstr.) | 12 september 2021 | Herzogenaurach |

## Palmares

### 5000 m
- 2012:  WK U20 - 15.36,74
- 2014:  WK U20 - 15.43,12
- 2021: 4e OS - 14.39,62

### 10.000 m
- 2017:  WK in Londen - 31.03,50
- 2019:  WK in Doha - 30.25,20

### veldlopen
- 2015:  WK in Guiyang (lange afstand = 8 km) - 26.01 ( in het landenklassement)